# Dormaa Ahenkro
Dormaa Ahenkro – miasto w Ghanie, w regionie Brong-Ahafo, w dystrykcie Dormaa Municipal.